# Barraca XVIII (Aiguamúrcia)
La Barraca XVIII és una obra d'Aiguamúrcia (Alt Camp) inclosa a l'Inventari del Patrimoni Arquitectònic de Catalunya.

## Descripció
Són dues barraques geminades amb plantes interiors més aviat ovalades, cobertes amb pedruscall. La de l'esquerra, amb el portal capçat amb llinda i un arc de descàrrega, és la més gran, amb un diàmetre de 3'500m. Com a elements funcionals conté una menajdora, i està coberta amb una falsa cúpula a una alçada màxima de 2'75m.
La de la dreta, més petita, té un portal apuntat, el seu diàmetre interior és de 2'705m. Com a elements funcionals hi veurem una menjadora, un petit calaix i un cocó. Està coberta amb una falsa cúpula fins a una alçada màxima de 2'97m.